# Miopatia dell'Oregon

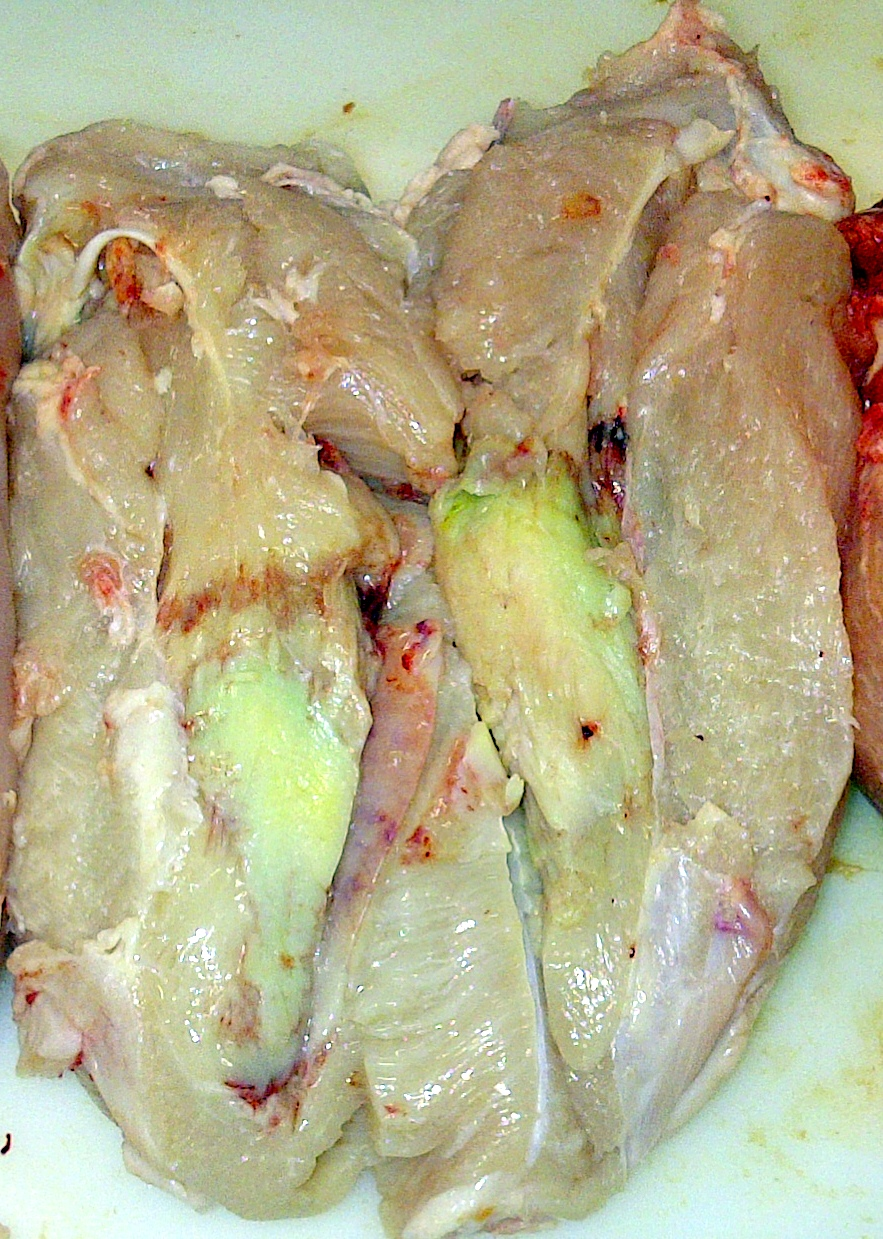
Un esempio di petto di pollo colpito da malattia dell'Oregon, in cui i due muscoli profondi risultano di colore verde intenso.

La miopatia dell'Oregon (così chiamata appunto perché studiata nell'Oregon) o "malattia del petto verde" è una miopatia del muscolo pettorale profondo che colpisce prevalentemente i polli pesanti; nello stato avanzato della patologia, il muscolo profondo si presenta di colore verde e ha una consistenza legnosa, mentre negli stadi iniziali della miopatia risulta di colore rosa intenso. Le analisi microbiologiche sul muscolo colpito non evidenziano la presenza di batteri, per cui dopo un'accurata toilettatura il prodotto risulta comunque idoneo per il consumo umano.